# Iñaki Barrenetxea

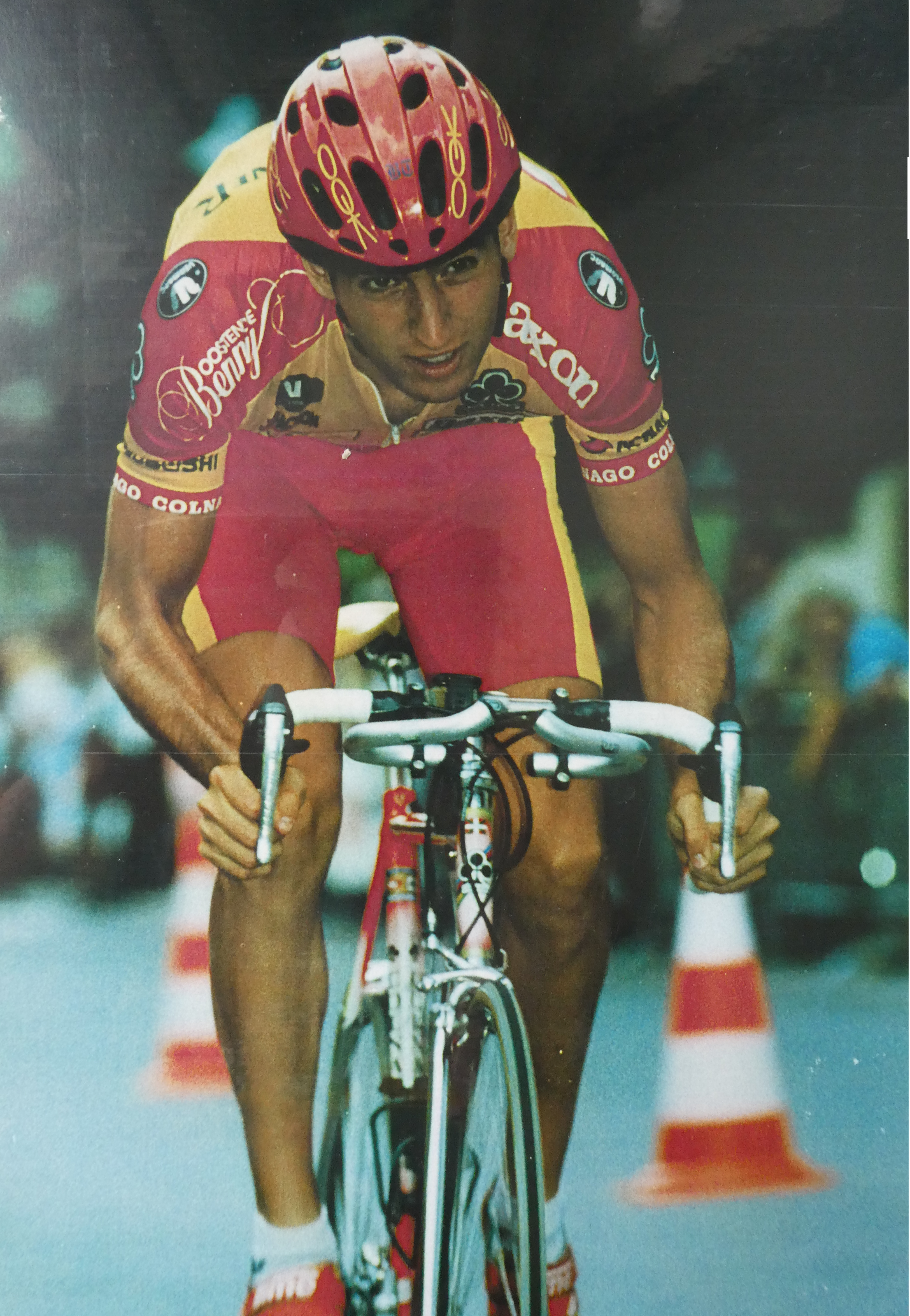
Iñaki Barrenetxea

Iñaki Barrenetxea Giraldez (auch Iñaki Barrenechea Giraldez geschrieben; * 28. November 1973 in Bilbao im Baskenland) ist ein ehemaliger spanischer Radrennfahrer.

## Leben
In seiner Amateurzeit als Radsportler wurde er Meister in Bizkaia. Ein wichtiger Erfolg war außerdem der dritte Platz bei der Clásica Internacional Txuma. Profi-Radfahrer wurde er im Jahr 1997 im belgischen Team Tönissteiner-Colnago (heute Crelan-Euphony). Nach zwei guten Jahren entschied er sich wieder heimzukehren und wechselte zum spanischen Team Relax-GAM Fuenlabrada.

## Erfolge
- 1991 Meister in Bizkaia (Junioren)
- 1994: 3. Platz Villasana de Mena
- 1995: 3. Platz Clásica Memorial Txuma
- 1996: 1. Platz Berango (Kriterium)